# Vanja Dermendžieva
Vanja Dermendžieva (in bulgaro Ваня Дерменджиева?; Haskovo, 3 dicembre 1958) è un'ex cestista bulgara.

## Carriera
Con la Bulgaria ha disputato due edizioni dei Giochi olimpici (Mosca 1980, Seul 1988), i Campionati mondiali del 1983 e tre edizioni dei Campionati europei (1980, 1983, 1989).